# 朝鮮茶禮

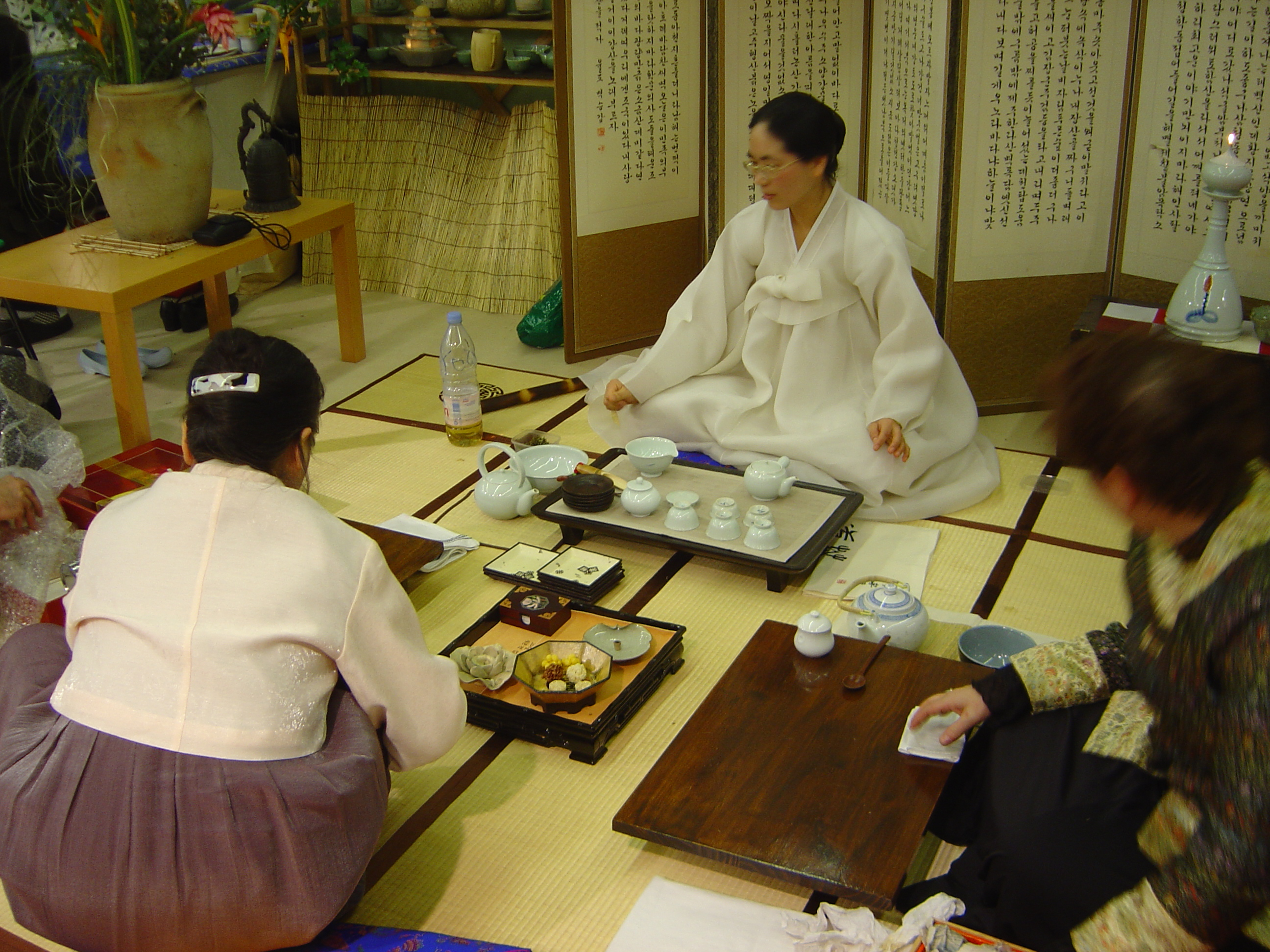
韓國茶禮

朝鲜茶禮（：／）是朝鲜半岛所盛行的茶儀式，作为朝鲜茶仪式有千年的历史，深受中國茶藝影響、啟發，其基本精神是在簡易正式的規範中，輕鬆自然地享用茶。在現代生活步調快速的南韓，被當作是一種調劑放鬆的方式。作为东方文化，朝鲜茶礼以“和、敬、俭、真”为宗旨。“和”，即善良之心地；“敬”，即敬重、礼遇；“俭”，即俭朴、清廉；“真”，即以诚相待。
朝鲜半岛的茶礼，对于出茶的方式种类大体相同、有朝鲜固有的儒家特色。按茶产种类来区分，可分为“末茶法”、“饼茶法”、“煎茶法”、“叶茶法”四种。

## 名稱由來
「茶禮」一詞本是在祖宗祠堂的一種儒家祭祀方式，包含了跪拜、祭祖、奉食等步骤，又指特定儀式中的奉茶禮儀，其舉行方式與傳統意義上的品茶、饮茶仪式并无关联。至近代，由于要與中國茶藝、日本茶道的饮茶儀式區別而把韓國的傳統茶儀式稱為「茶禮」。有時會以不同讀音區分，但並非絕對。又或者把前者稱為儀式茶禮，後者稱為生活茶禮。

## 歷史

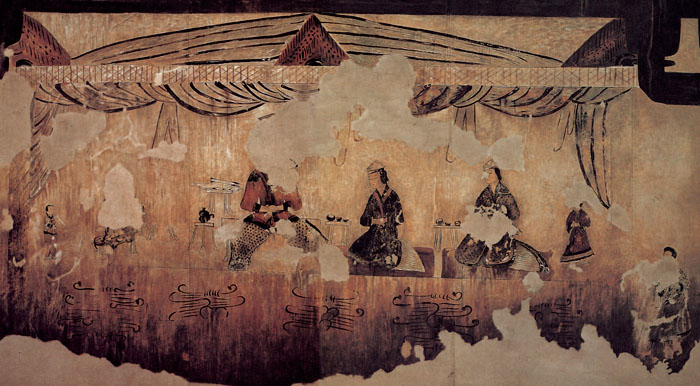
高句丽壁画上描绘的5-6世纪喝茶情景

### 三國時代
茶叶傳入朝鮮不會遲於三国时期，甚至有說法認為可能更早。一般認為茶葉是從中国唐代引入朝鲜半岛的三國時代。據台灣茶學學者林瑞萱考證，5-6世紀的高句麗已有儀式化的喝茶法，在中華人民共和國吉林省集安縣通溝地方禹山山坡的高句麗舞踊塚壁畫上就繪有喝茶情景，林瑞萱考證壁畫所描繪的是高句麗貴族邀請高僧到家說法以茶、果款待高僧的禮儀。
此外，据《三国史记》记载，新羅時期，善德女王在位期間就已经有茶叶了。。另一說指茶葉早於三國時代初期從印度傳入金官伽倻。據《三國遺事·駕洛國記》載，金官伽倻開國君主金首露的十五世孫、新羅第十三代君主文武王祭祀宗廟的祭品中有茶。而新羅儀式化的飲茶方式興起與花郎有關，當時飲茶被花郎視為修煉身心的方式，發展出四仙茶禮。宮廷茶禮則不會晚於景德王二十四年，當年三月三日，景德王想左右近臣找一位榮僧前來，最後精於茶事的僧人忠談襌師背負載有整套茶具的櫻筒從南而來。景德王邀請他至樓上，後來忠談就為景德王獻茶。此後宮中發展出遵循一定的程序、禮儀的獻茶禮，再由王分賜臣下茶湯，飲用時亦有一定規矩這段時期的茶禮為煮茶法

### 高麗
高丽时期是茶文化與茶禮的鼎盛時期，饮茶习俗上至宮廷，下至庶民都十分流行。初期延續前朝的煮茶法，後來盛行點茶法。其中不論宮廷迎接使節還是官員、士人私下款待賓客都會舉行接賓茶禮。
宮廷中十分重視茶禮，設有專門的官署負責茶禮事宜，稱為茶房，官制有行爐軍士、茶擔軍等。無論是迎接還是送別使節都會舉行宮廷接賓茶禮，冬至、新春、朝賀、宮中宴會以及其他重大儀式，茶禮也是不可或缺的環節。宮中宴會茶禮由國王或王太子主持，需要遵循嚴格的程序，稱為儀禮飲茶法。
高麗的致仕元老以及地方官日常接待贵宾必具茶禮，至武臣政權時期，由於崔氏政權掌握朝政，架空國王權力，文人不敢干預政事，走避山林。此時期士人以江左七賢以及由退休的官員組成的耆老會為代表，在名勝地舉行茶禮。這種享受風流的茶禮稱為風流飲茶法，這段時也是茶詩的發達時期。上層社會女性亦喜好飲茶，發展出佳會閨秀茶禮。
高麗時期佛教興盛，發展出禪茶禮。以《敕修百丈清規》和《禪苑清規》所描述的茶儀式為本，發展成八正禪茶禮。

### 朝鮮王朝
朝鲜王朝早期，飲用茶葉茶的文化在朝鲜依然维持着兴盛。由於從明朝引入泡茶法，無論是宮中茶禮、私人茶禮還是佛寺的禪茶禮都改為泡飲，但煮茶法和點茶法仍有持續。
朝鲜王朝中、晚期飲用茶葉茶在朝鲜半岛开始衰退并在民间逐步消失。不过在朝鲜学者丁若镛、金正喜、草衣大师等的努力下，茶文化渐见恢复。丁若镛著有朝鲜第一部茶书《东茶记》。草衣禅师曾在丁若镛门下学习，著有《东茶颂》和《茶神传》，被尊为茶圣。 。這段時期仍然有延續煮茶法和點茶法。除宮廷茶禮、禪茶禮外，還有書生茶禮、閨房茶禮、佳會閨秀茶禮等。

### 日治時期至盟軍託管時期
朝鮮日治時期是朝鮮傳統茶禮的衰退期，當時朝鮮總督府打壓包括茶禮在內朝鮮傳統文化，茶禮只在產茶地和寺院得到傳承。這時期政府把日本茶道列為女大學生的課程，取代了韓國茶禮原有地位。至盟軍託管時期仍未能復興。

### 大韓民國
大韓民國成立初期，傳統茶禮仍未得以恢復。至1960年代，韓國人金美熙（號茗園）於日本東京接觸到日本茶道，成為她研究朝鮮茶文化以及復興朝鮮茶禮的契機。她參照古籍以及聯絡當時仍在世的大韓帝國皇族及宮廷人員以及僧人等，復原宮中茶禮、接賓茶禮、寺院禪茶禮以及其他朝鮮王朝時期的茶禮，並進行推廣、普及，促使茶禮進入大學課程。她又復原了傳統的茶室。
近年茶禮已經在韓國復興，並得以持續發展。又出現了簡化的居家茶禮。

## 流派

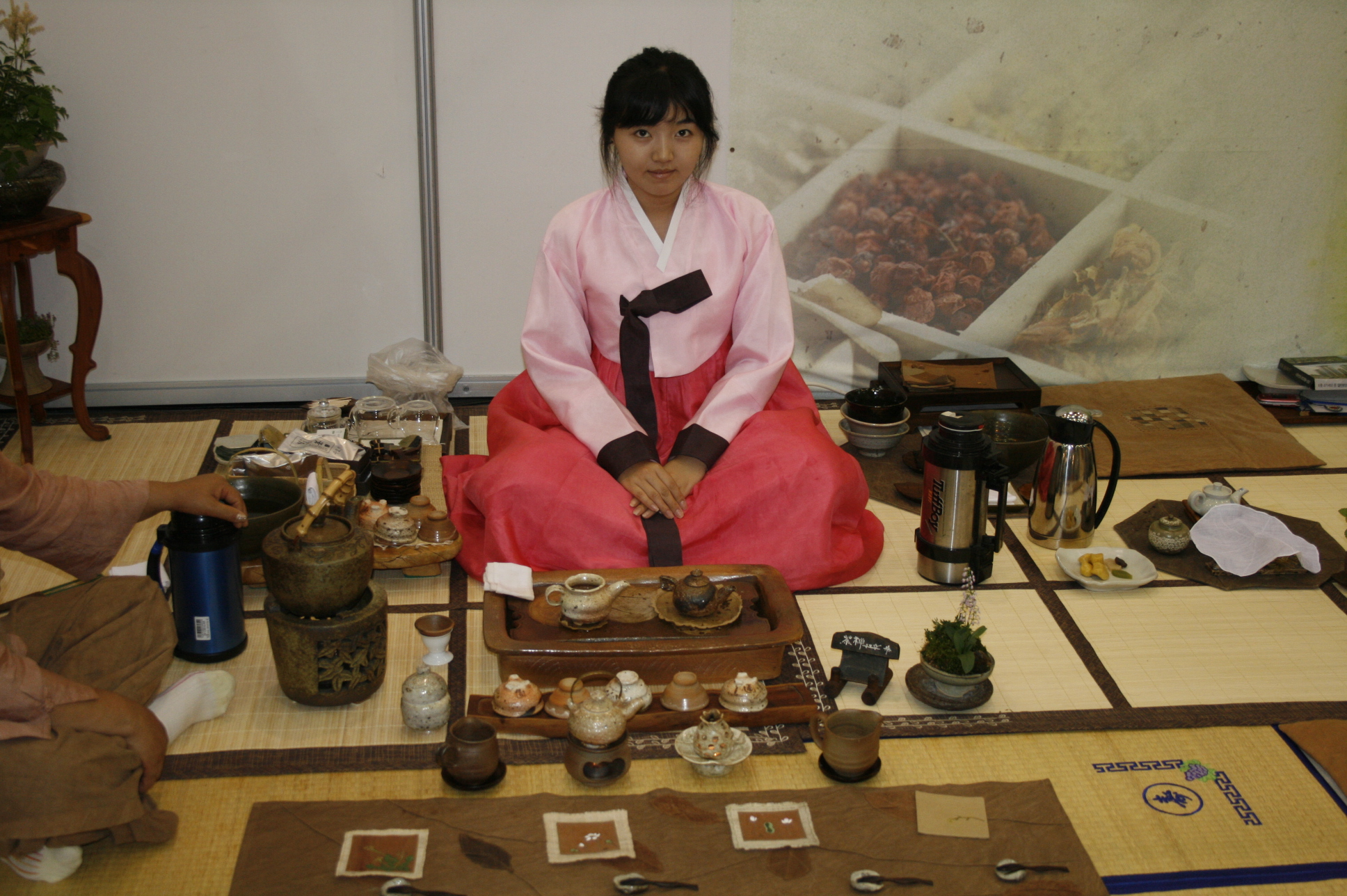
典型的現代葉茶法（泡茶法）韓國茶禮佈置

### 宮中茶禮
宮中茶禮是宮廷儀式以及宮中宴會所舉行的茶禮，自新羅時期至朝鮮王朝的宮中持續。可分為接待使節的迎使茶禮、招待教育王子的老師有會講茶禮、宴會舉行的宴享茶禮等，其中《高麗圖經》所載茶禮就是迎使茶禮。迎使茶禮中又有一種用來專門接待中國敕使的迎敕茶禮，忠談師接賓茶禮也是宮中接賓茶禮的一種。

### 四仙茶禮
為花郎修煉的方式之一，新羅滅亡後一度失傳。由釜山女子大學創辦人、韓國茶道協會前會長鄭相九博士根據史料復原。在古代為煮茶法，現代有煮茶法和泡茶法兩種形式。

### 閨房茶禮
是婦女日常接待鄰居、親戚等的茶禮。有末茶法和泡茶法兩種。

### 書生茶禮
或稱士人茶禮、君子茶禮、儒生茶禮，為古代書生享受風流的茶禮，傳承自花郎道，同時突出儒家謙遜、節制之美德

### 班家接賓茶禮
是古代兩班階層款待賓客的茶禮。

### 佳會閨秀茶禮
是古代兩班婦女聚會舉行的茶禮，除品茶外，還包括插花、繪畫、作詩等活動。

### 恭敬茶禮
是款待貴賓、長輩、老師、恩人等的茶禮，講究茶室、茶具潔淨，須事先準備周全，用真心誠意接待來訪的客人。

### 禪茶禮
為佛教僧人及修禪者所行的茶禮，著重茶禪一味的精神。其中包括八正禪茶禮。